# Medaglia interalleata della vittoria (Italia)
La medaglia interalleata della Vittoria, o medaglia della Vittoria, commemorativa della grande guerra per la civiltà, fu istituita in Italia con il regio decreto 16 dicembre 1920, n. 1918 , a seguito della deliberazione presa dalla Commissione speciale nominata dall'Assemblea generale della Pace per l'istituzione di una medaglia commemorativa comune da concedersi ai combattenti delle Nazioni alleate ed associate.

## Criteri di assegnazione
La norma istitutiva prevedeva la sua concessione a militari, militarizzati ed assimilati che avevano ottenuto il Distintivo per le fatiche di guerra di cui al regio decreto 21 maggio 1916, n. 641, o che comunque avevano prestato servizio per almeno quattro mesi in zona sotto la giurisdizione delle armate ed a disposizione delle autorità mobilitate e collaborando direttamente con l'esercito operante.
Con successivo regio decreto 6 aprile 1922, n. 637si stabilirono le categorie di combattenti ai quali la concessione non era estesa.
Con regio decreto 15 luglio 1923, n. 1786 la medaglia venne concessa a tutti i marittimi che avevano ottenuto il Distintivo di benemerenza per gli equipaggi delle navi mercantili, istituito con il regio decreto 17 gennaio 1918, n. 150 oppure il citato Distintivo per le fatiche di guerra.
Il concorso pubblico fu vinto dallo scultore Gaetano Orsolini con la sua: La Vittoria alata sopra un carro trionfale, con la fiaccola della Libertà, trainata da quattro leoni aggiogati.
La medaglia era data gratuitamente, a spese dello Stato, ed era accompagnata da un diploma nominativo.
Il regio decreto 31 gennaio 1926, n. 273, che regolamenta l'uso delle decorazioni da parte del personale militare, non contempla la medaglia della vittoria come portativa sulle uniformi.

## Insegne

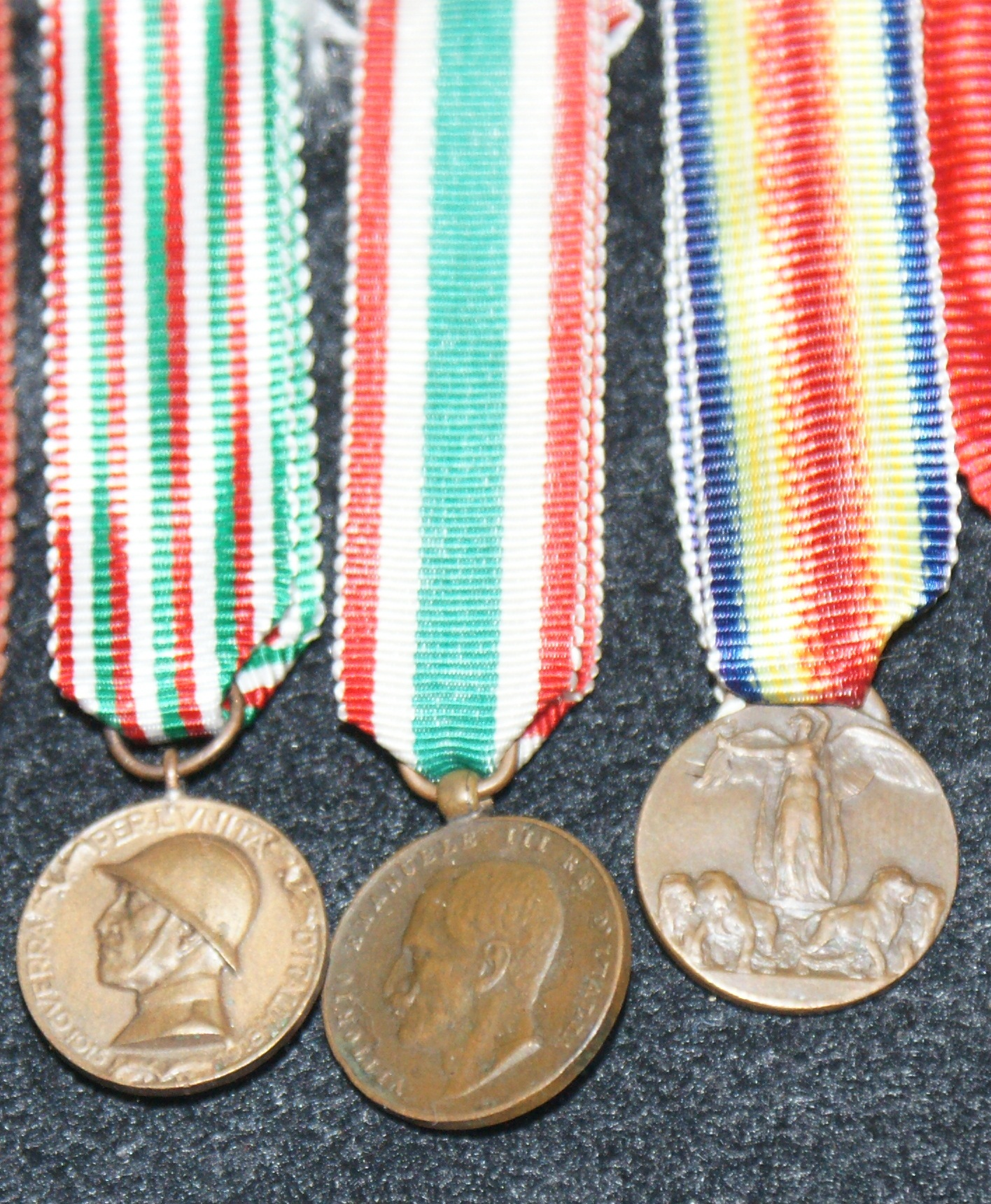
Versione mignon della medaglia (a destra).

### Medaglia
La medaglia consiste in un disco di bronzo del diametro di 36 mm e dello spessore di 2 mm con appiccagnolo a cambretta che, secondo il Decreto istitutivo, avrebbe dovuto essere coniato col bronzo delle artiglierie nemiche.
Diritto
La Vittoria alata in piedi su un carro, con una fiaccola fiammeggiante nella destra, in basso quattro leoni legati al carro da due festoni di foglie d'alloro.
Sotto i leoni, il nome dello scultore "G. Orsolini Mod." a sinistra e quello del fabbricante "F.M.Lorioli & Castelli - Milano" oppure "S.Johnson Milano" oppure "Sacchini - Milano" a destra.
Esistono degli esemplari senza alcuna scritta o solo con "G. Orsolini Mod.” a sinistra.
Rovescio
Al centro un tripode, simbolo di comunicazione, sormontato da due colombe che volano in direzioni opposte portando nel becco un ramoscello d'olivo, simbolo di pace.
Sul bordo in alto la dicitura: "GRANDE GVERRA PER LA CIVILTA'"; in esergo la scritta: "AI COMBATTENTI DELLE NAZIONI / ALLEATE ED ASSOCIATE"; ai lati del tripode in numeri romani: "MCMXIV", "MCMXVIII".
A fianco della base del tripode, sulla destra, è presente il nome dell'incisore: "G. Villa Inc.", non presente sulle medaglie fabbricate da Lorioli.

### Nastro
La medaglia andava portata sul lato sinistro del petto, appesa ad un nastro largo 37 mm dai colori di due arcobaleni affiancati per il rosso con un filetto bianco agli orli, uguale a quelli delle altre nazioni alleate ed associate che istituirono la medaglia.
Nei casi previsti si portava solo il nastrino al posto della medaglia.